# Varani
Varani (Varanidae) su porodica iz razreda gmazova, red ljuskaša i podreda guštera. Porodica ima 53 vrste koje žive u Africi, Aziji i Australiji.
Varani se od svih drugih guštera razlikuju potpuno okoštalom lubanjom. Jezik im je rascijepljen kao kod zmija. Oči su im smještene postrance na lubanji, a iza njih su im bubnjići.
Upadljivo izdužena lubanja prelazi neobično dugim vratom u zdepasto tijelo. Rep im je snažan i prilično dugačak i mnoge vrste ga koriste za plivanje. Snažne noge završavaju s pet prstiju i vrlo zaobljenim kandžama.
Više vrsta dosežu dužinu veću od 2 metra. Najmanja je vrsta Varanus brevicauda s 28 cm, a najveća komodski varan (Varanus komodoensis).

## Interva sistematika
Ovdje prikazana sistematika slijedi Ziegler i Böhmeovu sistematiku iz 1997. i Böhmovu iz 2003. Ona rod Varanus dijeli u devet podrodova mi 53 vrste:
- Rod Varanus
  - podrod Empagusia
    - Bengalski varan (Varanus bengalensis)
    - Dumerilov varan (Varanus dumerilii)
    - Žuti varan (Varanu flavescens)
    - Varanus rudicollis

  - podrod Euprepriosaurus
    - Varanus caerulivensis
    - Varanus cerambonensis
    - Plavorepi varan (Varanus doreanus)
    - Varanus finschi
    - Pazifički varan (Varanus indicus)
    - Varanus jobiensis
    - Varanus juxtindicus
    - Varanus keithorni
    - Varanus kordensis
    - Varanus macraei
    - Varanus melinus
    - Smaragdni varan (Varanus prasinus)
    - Varanus spinulosus
    - Varanus yuwonoi

  - podrod Odatria
    - Bodljorepi varan (Varanus acanthurus)
    - Varanus baritji
    - Kratkorepi varan (Varanus brevicauda)
    - Varanus caudolineatus
    - Varanus eremeius
    - Varanus gilleni
    - Varanus glauerti
    - Varanus glebopalma
    - Varanus kingorum
    - Varanus mitchelli
    - Varanus pilbarensis
    - Patuljasti varan (Varanus primordius)
    - Varanus scalaris
    - Varanus semiremex
    - Varanus storri
    - Timorski varan (Varanus timorensis)
    - Žalosni varan (Varanus tristis)

  - podrod Papusaurus
    - Papuanski varan (Varanus salvadorii)

  - podrod Philippinosaurus
    - Varanus mabitang
    - Varanus olivaceus

  - podrod Polydaedalus
    - Nilski varan (Varanus niloticus)
    - Varanus ornatus
    - Bjelogrli varan (Varanus albigularis)
    - Stepski varan (Varanus exanthematicus)
    - Jemenski varan (Varanus yemensis)

  - podrod Psammosaurus
    - Pustinjski varan (Varanus griseus)

  - podrod Soterosaurus
    - Varanus palawanensis Koch, Gaulke & Böhme, 2010
    - Varanus salvator

  - podrod Varanus
    - Divovski varan (Varanus giganteus)
    - Varanus gouldii
    - Komodski varan (Varanus komodoensis)
    - Mertensov vodeni varan (Varanus mertensi)
    - Varanus panoptes
    - Rosenbergov varan (Varanus rosenbergi)
    - Spencerov varan (Varanus spenceri)
    - Šareni varan (Varanus varius)